# Phyllolabis mendli
Phyllolabis mendli är en tvåvingeart som beskrevs av Podenas och Jaroslav Stary 1997. Phyllolabis mendli ingår i släktet Phyllolabis och familjen småharkrankar. Inga underarter finns listade i Catalogue of Life.